# Lophorrhachia palliata
Lophorrhachia palliata là một loài bướm đêm trong họ Geometridae.